# Anizokoria

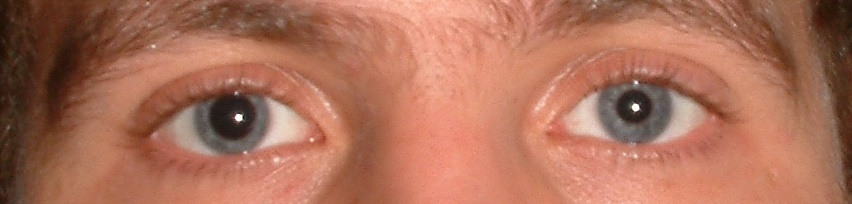
Anizokoria. Źrenica w prawym oku rozszerzona pod wpływem tropikamidu

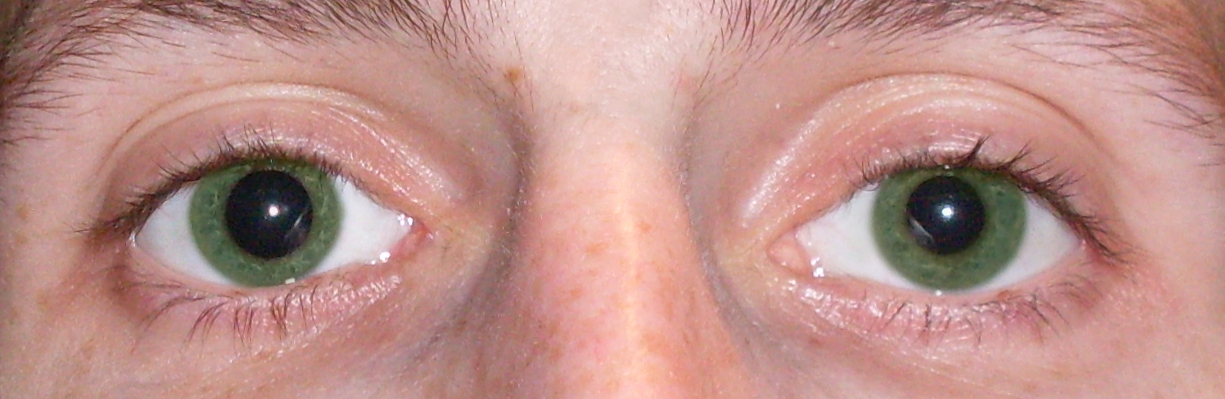
Anizokoria

Anizokoria – objaw polegający na różnej średnicy źrenic, będący wynikiem zaburzenia odruchu źrenicznego po jednej ze stron. Najczęstszą przyczyną jest nierównomierne pobudzenie nerwów współczulnych unerwiających mięśnie rozwierające źrenice.

## Przyczyny
- Nierównomierność może być objawem procesu chorobowego, który toczy się w innych niż głowa lokalizacjach, np. w płucach (zespół Hornera).
- Osobną grupę przyczyn stanowią zmiany dotyczące ośrodkowego układu nerwowego; w tym przypadku anizokoria może być objawem obrażeń będących następstwem urazu, toczącego się procesu nowotworowego, migreny lub innych chorób, takich jak kiła lub zapalenie mózgu von Economo.
- Przyczyny farmakologicznie, np. mydriatyki.
- Ostry atak jaskry[1].
- Pozorna anizokoria może też wystąpić u osób z protezą oczną.
- Anizokoria jest często wynikiem obrzęku mózgu; występuje jako jeden z częstych objawów w zatruciu glikolem etylenowym.